# 蕭子範
蕭子範（486年—550年），字景則，南蘭陵郡蘭陵人，南北朝南齊宗室、南梁官員。豫章文獻王蕭嶷的第六子。

## 生平
蕭子範於永明十年（492年）獲封祁陽縣侯，拜太子洗馬。南梁天監初年降為祁陽縣子，擔任後軍記室參軍，再任職太子洗馬，很快遷任司徒主簿，因為母親逝世辭官。他個性很孝順，服喪期間悲傷得十分消瘦，喪事完畢後又獲授官司徒主簿，累遷丹陽尹丞，太子中舍人；外任建安太守，回朝後擔任大司馬南平王蕭偉的戶曹屬、從事中郎。蕭偉愛護文學士，蕭子範因此獲得恩遇，蕭偉曾對他說：「這人是宗室奇才啊。」命他寫下《千字文》，文辭優美，蕭偉下令記室蔡薳作注釋，自此府內的文書都找他寫草稿。蕭偉去世，蕭子範遷任宣惠諮議參軍，護軍臨賀王蕭正德的長史；蕭正德任職丹陽尹，他改任信威長史，領尹丞。蕭子範當官十多年，沒有離開藩府，經常為此感慨，再看到自己的弟弟都位居顯要，覺得憤憤不平，於是到府寫信。他年輕時和弟弟蕭子顯、蕭子雲才略相若，但風采容貌比他們不足，故此仕途有差異。每次讀到《漢書》說杜緩兄弟「五人至大官，唯中弟欽官不至而最知名」，他也會讀出來諷刺自己的景況。
其後蕭子範獲授命為宣惠武陵王蕭紀的司馬，唯他不就任，轉任中散大夫、光祿卿、廷尉卿；外任戎昭將軍、始興內史，以侯安都為主簿；回都後再任職太中大夫，遷秘書監。梁簡文帝繼位，徵召他為光祿大夫，加金章紫綬，不過因為侯景軍隊接近沒有拜授。同年（550年）葬簡皇后，朝廷派他和張纘寫下哀策文，簡文帝看後說：「現在葬禮雖然簡略，但這文章不減從前啊。」賞賜米千石，很快因病在招提寺僧房去世，虛歲六十四。侯景被平定後，梁元帝追贈金紫光祿大夫，諡文，有文集三十卷。

## 子
- 蕭滂
- 蕭確，出继萧子隆
- 蕭乾[6][7]

## 引用
1. ↑  《广弘明集·〈法宝联璧〉序》：輕車長史、南蘭陵蕭子範，年四十九，字景則。
2. 1 2  《梁書·卷三十五·列傳第二十九》：蕭子恪，字景沖，蘭陵人，齊豫章文獻王嶷第二子也。……子恪兄弟十六人，並仕梁。……子範字景則，子恪第六弟也。齊永明十年，封祁陽縣侯，拜太子洗馬。天監初，降爵爲子，除後軍記室參軍，復爲太子洗馬，俄遷司徒主簿，丁所生母憂去職。子範有孝性，居喪以毀聞。服闋，又爲司徒主簿，累遷丹陽尹丞，太子中舍人。出爲建安太守，還除大司馬南平王戶曹屬，從事中郎。
3. 1 2  《南史·卷四十二·列傳第三十二》：子範字景則。齊永明中封祁陽縣侯，拜太子洗馬。天監初降爵為子，位司徒主簿。丁所生母憂去職。子範有孝性，居喪以毀聞。服闋，累遷大司馬南平王從事中郎。
4. ↑  《梁書·卷三十五·列傳第二十九》：王愛文學士，子範偏被恩遇，嘗曰：「此宗室奇才也。」使制《千字文》，其辭甚美，王命記室蔡薳注釋之。自是府中文筆，皆使草之。王薨，子範遷宣惠諮議參軍，護軍臨賀王正德長史。正德爲丹陽尹，復爲正德信威長史，領尹丞。歷官十餘年，不出籓府，常以自慨，而諸弟並登顯列，意不能平，及是爲到府箋曰：「上籓首佐，於茲再忝，河南雌伏，自此重昇。以老少異時，盛衰殊日，雖佩恩寵，還羞年鬢。」子範少與弟子顯、子雲才名略相比，而風采容止不逮，故宦途有優劣。每讀《漢書》，杜緩兄弟「五人至大官，唯中弟欽官不至而最知名」，常吟諷之，以況己也。
5. ↑  《南史·卷四十二·列傳第三十二》：王愛文學士，子範偏被恩遇，常曰：「此宗室奇才也。」使制千字文，其辭甚美。王命記室蔡薳注釋之。自是府中文筆皆使具草。後為臨賀王正德長史。正德遷丹陽尹，復為正德信威長史，領尹丞。曆官十餘年，不出蕃府，而諸弟並登顯列，意不能平。及是為到府箋曰：「上蕃首僚，於茲再忝，河南雌伏，自此重叨。老少異時，盛衰殊日，雖佩恩寵，還羞年鬢。」子范少與弟子顯、子雲才名略相比，而風采容止不逮，故宦途有優劣。每讀漢書杜緩傳云：「六弟五人至大官，唯中弟欽官不至，最知名。」常吟諷之，以況己也。
6. ↑  《梁書·卷三十五·列傳第二十九》：尋復爲宣惠武陵王司馬，不就，仍除中散大夫，遷光祿、廷尉卿。出爲戎昭將軍、始興內史。還除太中大夫，遷秘書監。太宗卽位，召爲光祿大夫，加金章紫綬，以逼賊不拜。其年葬簡皇后，使與張纘俱制哀策文，太宗覽讀之，曰：「今葬禮雖闕，此文猶不減於舊。」尋遇疾卒，時年六十四。賊平後，世祖追贈金紫光祿大夫。諡曰文。前後文集三十卷。二子滂、確……
7. ↑  《南史·卷四十二·列傳第三十二》：後為秘書監。簡文即位，召為光祿大夫，加金章紫綬。以逼賊不拜。其年葬簡皇后，使制哀策，文理哀切。帝謂武林侯蕭諮曰：「此段莊陵萬事零落，唯哀冊尚有典刑。」敕賚米千石。子範無居宅，尋卒於招提寺僧房。賊平，元帝追贈金紫光祿大夫，諡曰文。前後文集三十卷。子滂、確……滂弟乾字思惕……